# ドデカヒドロキシシクロヘキサン
ドデカヒドロキシシクロヘキサン（英: Dodecahydroxycyclohexane）は分子式 C
6O
12H
12、C
6(OH)
12、(C(OH)
2)
6で表される有機化合物である。
シクロヘキサン骨格に6つのgem-ジオールを持ち、シクロヘキサンヘキソン（C
6O
6）の6水和物とも捉えることができる。

## 二水和物
二水和物 C
6O
12H
12 · 2H2O は、メタノール溶液からの再結晶で得られる無色の板状または柱状の結晶である。95°Cで分解する。

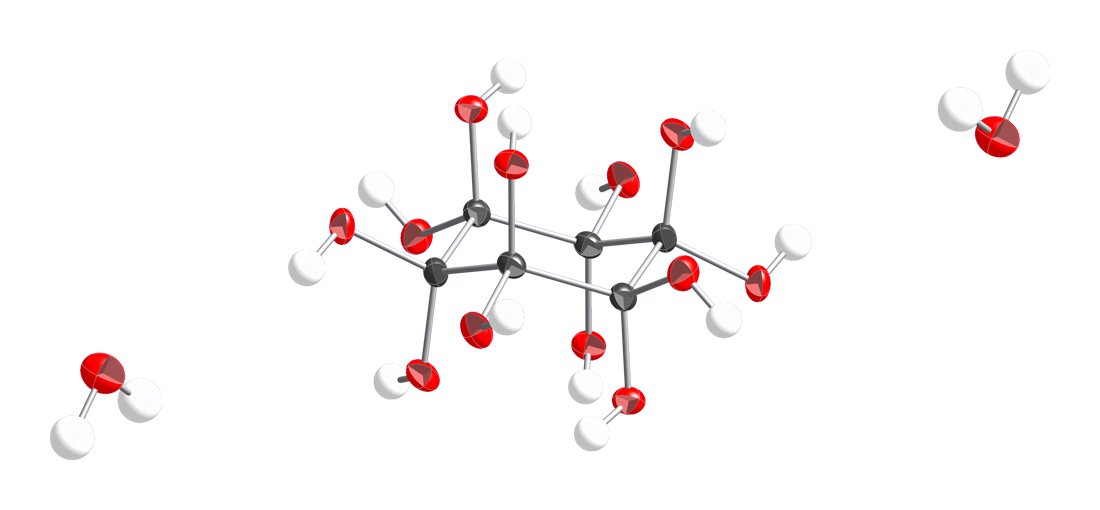
ドデカヒドロキシシクロヘキサン二水和物の分子の熱楕円体モデル

1862年にヘキサヒドロキシベンゼン（C
6(OH)
6）またはテトラヒドロキシ-p-ベンゾキノン（C
6(OH)
4O
2）の酸化により合成され、1885年に物性が測定され、長い間、結晶水を含むヘキサケトシクロヘキサン（C
6O
6 · 8H2O）であると考えられてきた。
実際、この製品は現在でもシクロヘキサンヘキソン八水和物（cyclohexanehexone octahydrate）、ヘキサケトシクロヘキサン八水和物（hexaketocyclohexane octahydrate）、トリキノイル八水和物（triquinoyl octahydrate）などの名称で取り扱われている。その実態は1950年代かそれ以前から疑われていたが、X線回折分析で確認されたのは2005年のことである。